# Pécs díszpolgára
A Pécs díszpolgára cím 1780 után született meg - ekkor nyerte el Pécs a szabad királyi város rangot -, és első ízben 1791-ben adták át. Napjainkban a díjat 1991 óta ítélik oda Pécs városáért végzett kiemelkedő munkáért.

## A cím napjainkban
A rendszerváltást követően 1991-ben négy, 1992-ben kettő, azóta évente egy fővel nőtt a számuk. 2002-ben megújultak a díszpolgári cím adhatóságának szabályai. Ekkortól a Pro Civitate emlékérem is jár a díszpolgári címhez, továbbá 300 ezer forintos anyagi elismerés. A város díszpolgárai meghívót kapnak valamennyi közgyűlésre és a város rendezvényeire is.
Díszpolgári cím annak az élő vagy elhunyt személynek adományozható, aki munkásságával gyarapította Pécs város gazdasági, tudományos, kulturális és művészeti értékeit, vagy jelentősen közreműködött ezen értékek megőrzésében,  valamint  a város  közéletének valamely  területén kiemelkedő teljesítményt nyújtott. Négy éven belül legfeljebb két alkalommal lehet külföldi személynek adományozni a címet.
A díszpolgári címmel oklevél, úgynevezett emléktárgy, Pro  Civitate Díj és 300 ezer forint jár.
Az emléktárgy egy 24,5×11×21 cm-es eozinmázas kisplasztika, melyet a Zsolnay Porcelánmanufaktúra Zrt. készít Erdei Viktor terve alapján. Amennyiben a cím birtokosa külföldi, úgy az erről szóló oklevelet az ő anyanyaelvére is le kell fordítani.
Pécs Megyei Jogú Város díszpolgára díjtalanul látogathatja az önkormányzat által alapított művészeti és közművelődési intézmények rendezvényeit, a Közgyűlés ülésein tanácskozási joggal részt vehet, a Közgyűlés határozata alapján a Pécs várost képviselő delegáció tagjául felkérhető, és halála esetén ingyenes díszsírhely illeti meg.

## A cím története
A cím kezdetben valójában csak egy felmentés volt a polgárok közé vétel taksájának megfizetése alól. Előfordult, hogy valamely konkrét munka vagy szolgáltatás ellenértékeként történt a felmentés. 1848-ban összefüggésben azzal, hogy kiterjesztették a polgárjogokat Pécs lakói körében, a közgyűlés március 19-én díszpolgárok kinevezéséről is döntött: számos országos politikust valamint a megye liberális nemességének képviselői közül többeket is díszpolgárrá avattak. Ekkor azonban - a díszpolgárokkal együtt - még a város lakosságának csak kevesebb, mint 5 százaléka rendelkezett polgárjoggal.
A Tanácsrendszer bevezetése - 1950 - után az ország más városaihoz hasonlóan - kevés új díszpolgári címet adtak ki. az 1980-as évek végén kezdett gyarapodni a befogadott polgárok száma.